# Beáta Siti
Beáta Siti, född den 23 september 1973 i Nagykanizsa, Ungern, är en tidigare ungersk handbollsspelare.

## Klubblagskarriär
Siti började spela handboll 1984 i sin födelseort på Nagykanizsai Olajbányász. Åtta år senare 1992 började hon spela för  ungerska klubben Dunaferr SE, med vilken hon vann det ungerska mästerskapet 1998 och 1999, ungerska cupen 1998, 1999 och 2000, Europeiska cupvinnarcupen 1995, EHF-cupen 1998, EHF Champions League 1999 och EHF Champions Trophy 1999. Inför säsongen 2000/2001 flyttade hon till den danska klubben Ikast-Bording EH. Med Ikast vann hon danska cupen 2001 och EHF-cupen ett år senare. Siti återvände till Ungern 2002 för att spela för Cornexi-Alcoa nuvarande Alba Fehérvár KC. 2005 vann hon EHF-cupen för tredje gången med denna klubb. Säsongen därpå fick hon avsluta karriären efter en allvarlig korsbandsskada.

## Landslagskarriär
Siti debuterade för det ungerska landslaget den 25 november 1994 i en landskamp mot Makedonien. Med Ungern vann hon silvermedaljen vid VM 1995. Hon tog OS-brons i damernas turnering i samband med de olympiska handbollstävlingarna 1996 i Atlanta. Hon vann ännu en bronsmedalj vid EM 1998. Hon vann även OS-silver i damernas turnering i samband med de olympiska handbollstävlingarna 2000 i Sydney. Guldmedaljen vid Europamästerskapet i handboll för damer 2000 blev hennes främsta internationella framgång, Vid EM 2000 röstades hon också fram MVP, mest värdefulla spelare i mästerskapet. Den 18 november 2004 spelade hon sin sista av sina 135 landskamper. Hon har gjort 264 mål i landslaget. 

## Efter spelarkarriären
Siti började i Alcoa som teknisk direktör direkt efter sin avslutning av spelarkarriären.  2010 tog hon över som assisterande tränare för Alcoa. Mellan 2011 och 2014 arbetade Siti också som assisterande tränare för det ungerska landslaget och tog över huvudansvaret under Böhns sjukdom. Hon befriades från sina uppgifter i februari 2012 som Alcoas tränare men var ändå ansvarig för det professionella teamet. När klubben döptes om till Fehérvár KC efter säsongen 2011–12 var hon återigen aktiv som assisterande tränare för A-laget.  Från oktober 2015 arbetade hon även som ungdomstränare på Fehérvár. Följande månad beslutade Siti att avstå från positionen som assisterande tränare för första laget för att koncentrera sig på sitt arbete inom ungdomssektorn.
Siti har arbetat som ungdomstränare på Nemzeti Kézilabda Akadémia (förkortat NEKA), en nationell handbollsakademi initierad av Lajos Mocsai, sedan 2016. År 2017 återvände hon till det ungerska landslagets tränarteam.

## Personligt liv
Beáta Siti har en yngre syster, Eszter Siti, som också är en före detta ungersk internationell handbollsspelare och Europamästare. 

## Meriter med klubblag
- Nemzeti Bajnokság I: (Ungerska ligan)
  - Vinnare: 1998, 1999
- Magyar Kupa: (Ungerska cupen)
  - Vinnare: 1998, 1999, 2000
- EHF Champions League:
  - Vinnare: 1999
- Cupvinnarcupen i handboll:
  - Vinnare: 1995
- EHF Cup:
  - Vinnare: 1998, 2002, 2005
- EHF Champions Trophy:
  - Vinnare: 1999

## Individuella utmärkelser
- Årets  handbollsspelare: i Ungern:  1998, 1999